# Häxprocessen i Vardø (1621)
Häxprocessen i Vardø 1621 var en häxprocess som ägde rum i Nordnorge 1621. Det var den första av tre stora massprocesser som ägde rum i Finnmark, och följdes av Häxprocessen i Vardø 1651–1653 och Häxprocessen i Vardø 1662–1663. Det var en av de största häxprocesserna i Norges historia. 

## Bakgrund
På dagen den 24 december 1617 drabbades Öst-Finnmark av ett fruktansvärt oväder, där "hav och himmel blev ett", och det kom dessutom misstänkt plötsligt, "som om det blivit utsläppt ur en säck". En stor del av den manliga fiskebefolkningen var då ute på havet och blev överrumplade av ovädret, som sänkte tio båtar och fick 40 man att omkomma. Det var en olycka som sänkte folkmängden i Nordnorge och som folk ville ha en förklaring till och någon att skylla på. Samma år kungjordes Danmarks och Norges gemensamma häxlag, som offentliggjordes i Finnmark 1620.

## Häxprocessen
På Vardøhus fästning i Vardø kommun utspelade sig en häxprocess vintern och våren 1621, som kom att riktas bland annat mot Kirsti Sørensdatter från Kiberg. En grannkvinna, Mari Jörgensdatter, förhördes den 21 januari. Mari sade, att Satan en natt julen 1620 hade kommit till henne och bett henne följa med till Kirsti, som var hennes granne. Han var luden och bar horn. Han frågade om hon ville tjäna honom, och då hon sade ja, förseglades pakten och han gav henne häxmärket genom att bita henne mellan fingrarna på vänsterhanden. Sedan kom de till Kirsti, som sade att Mari skulle följa med till julfest på Lydehornfjäll utanför staden Bergen i Sydnorge och kastade en svart rävhud över henne, för häxorna var förklädda till katter, hundar, sjöodjur och fåglar för att inte bli igenkända.
Då Mari flög med Kirsti Sørensdatter till Lydehorn på väg till häxsabbaten, mötte de många de kände igen, de flesta kvinnor men också två män, från Kiberg, Vardø, Ekkerøy, Vadsø och andra orter längs Varangerfjorden. På Lydehorns fjälltopp firades sabbaten med dans och dryck. Då allt var över flög häxorna tillbaka till Finnmark, utom Kirsti, som besökte Bergen och sedan tog den vanliga sjövägen hem. Mari avslöjade också, att häxorna var ansvariga för den stora katastrofen som inträffade 1617. Häxorna hade på grund av grannfejder orsakat ovädret julafton 1617 och fått många män att drunkna. De hade också haft sex med djävlar och demoner medan deras män var ute på havet.
En annan kvinna som förhördes i januari, Else Knutsdatter, bekräftade detta; på julafton 1617 hade häxorna knutit ett fiskesnöre tre gånger, spottat på dem och löst upp dem, varpå "havet rök upp som aska och folk omkom". Else hade setts med demoner i skepnad av svarta hundar och katter och utsatts för vattenprovet.
Anne Larsdotter från Vadsö som utsattes för vattenprovet sade i sin bekännelse att Djävulen band tungroten på häxorna så att de inte kunde gråta eller erkänna förrän de utsatts för vattenprovet; hon sade att hon flugit till häxmöte på Baldvolden utanför Vardø där hon sett 40 andra häxor. Hon hade festat så hon knappt hunnit hem innan det var dags att stiga upp för julottan i kyrkan.
Många av de kvinnor som förhördes i januari-februari 1621 pekade ut just Kirsti som deras överhäxa och ledare; hon var deras amiral, påstod de.

## Kirsti Sørensdatter inför rätta
Kirsti Sørensdatter hämtades in till förhör på deras angivelser; hon arresterades då hon kom hem på ett handelsskepp efter ett besök i Bergen, vilket ju stämde med vad häxorna hade sagt om att hon inte reste hem efter häxfesten 1620 utan stannat i Bergen. Hon var gift med den rike borgaren Anders Johanssen och kom Helsingör i Danmark, där hon sades ha lärt trolldom av en gammal gumma. Under tortyr bekräftade hon allt och angav flera kvinnor och även två män, varav en fogden Bertel Hendrikssen. Ingen av dessa hämtades dock till förhör.
Kirsti dömdes till att brännas på bål den 28 april 1621, ett par månader efter att de andra häxorna hade bränts. Hon blev den sista som avrättades i den stora häxprocessen 1621, där 10 kvinnor brändes levande på bål för trolldom.

## Efterspel
Finnmark skulle komma att bli ett av de trakter i Europa där man brände mest häxor. Nordnorge var en plats med svag rättssäkerhet, där de lokala myndighetspersonerna hade fria händer; dessa män kom ofta från Skottland, Tyskland och Danmark, länder där man brände mycket häxor, och det var personer präglade av den uppfattning som rådde nere i Europa, där religiösa experter sade att "Fanskapen kom från Norr", från "Gandfinnarnas hembygd" nordkalotten, varifrån "djävulskapen kom med nordanvinden" ned över Europa, och de var sända dit för att rensa upp och rätta folk efter protestantisk ortodoxi. De ansåg att samerna var ett "trollfolk", och att de norska kustkvinnorna hade en alldeles för fri ställning, då de var ensamma hemma långa tider då deras fiskarmän var ute på havet, och då hade sex med demoner. 150 människor avrättades i Nordnorge mellan 1621 och 1663, innan rättsituationen blev bättre administrerad 1666, och av dessa var alla män samer, och av kvinnorna var några samer men mest norska kvinnor. 
Trettiotre personer avrättades för häxeri i Nordnorge mellan 1619 och 1651, innan ytterligare en massprocess utbröt 1652. 

## Minnesmärke
I juni 2011 invigdes på Steilneset minnested i Vardø kommun. Det var ett minnesmärke över häxprocesserna i Nordnorge. Monumentet är 125 meter långt, och inspirerat av de lokala torkställningarna för klippfisk. Det är utformat av arkitekten Peter Zumthor och skulptören Louise Bourgeois, och utformat som en långsmal byggnad, placerad på pålar och med en exteriör i ett segelduksliknande material, inuti en träställning. Centralt i museet är Louise Bourgeois skulptur med en stol ur vars säte kommer gasflammor, vilka reflekteras i sju högt placerade speglar.